# 오오쿠 (후지테레비)
다음은 후지테레비에서 방영된 정규/스페셜 드라마 오오쿠 작품 문서이다.
- 오오쿠 (2003년)
- 오오쿠 (2004년)
- 오오쿠 (2005년)
- 오오쿠 (2006년 영화)
- 오오쿠 (2016년)
- 오오쿠 (2019년)
- 오오쿠 (2024년)